# 妮科尔·哈克特
妮科尔·哈克特（英語：Nicole Hackett，1978年12月10日—），澳大利亚女子铁人三项运动员。她曾代表澳大利亚参加2002年英联邦运动会铁人三项比赛，获得一枚铜牌。